# Kotayk (comune)
Kotayk (in armeno Կոտայք?, fino al 1965 Yeldovan o Yelkovan) è un comune dell'Armenia di 1 792 abitanti (2008) della provincia di Kotayk'.